# Буст-Нуур
Буст-Нуур (монг. Буст нуур; Буст-Нур, Буст) — солоноватое бессточное озеро тектонического происхождения на северо-западе Хангайского нагорья в Западной Монголии.
Располагается на севере сомона Тэлмэн в северо-восточной части аймака Завхан. Уровень уреза воды находится на высоте 2040 м над уровнем моря.
По состоянию на 2011 год озеро имело следующие морфометрические показатели: площадь — 22,1 км², длина — 7 км, средняя ширина — 3,1 км, максимальная ширина — 4,2 км, средняя глубина — 5,7 м, максимальная глубина — 10 м, объём воды — 0,127 км³, длина береговой линии — 26,8 км, площадь водосбора — 464 км², общая минерализация — 2,74 г/л.
По химическому составу вода в озере относится к содовому типу, её pH равняется 8,7. С начала 1940-х до конца 1970-х годов происходило увеличение увлажненности в районе озера, вызвавшее повышение уровня воды, что, в свою очередь, привело к затоплению низких прибрежных террас и гибели произраставших на них молодых лиственничников.
С южной стороны в озеро впадает река Урт-Булак. Центральную часть озера занимает покрытый лесом остров, на котором обитают тарбаганы, олени, лисы.